# Сунгуту Магасса
Сунгуту Магасса (фр. Soungoutou Magassa, нар. 8 жовтня 2003, Стен) — французький футболіст, захисник клубу «Монако».
Виступав за молодіжну збірну Франції.

## Клубна кар'єра
Народився 8 жовтня 2003 року в Стені. Займався футболом у низці французьких команд, а 2018 року опинився в академії «Монако».
У дорослому футболі дебютував 2021 року виступами за другу команду останнього клубу, а в сезоні 2022/23 дебютував в іграх за головну команду  «Монако» у Лізі 1.

## Виступи за збірні
2022 року дебютував у складі юнацької збірної Франції (U-20), загалом на юнацькому рівні взяв участь у 3 іграх.
З 2023 року залучається до складу молодіжної збірної Франції.
2024 року був включений до заявки олімпійської збірної Франції для участі у футбольному турнірі на тогорічних Олімпійських іграх у Парижі.

## Статистика виступів

### Статистика клубних виступів
Станом на 11 липня 2024
| Сезон              | Команда            | Чемпіонат          | Чемпіонат | Чемпіонат | Національний кубок | Національний кубок | Національний кубок | Континентальні кубки | Континентальні кубки | Континентальні кубки | Інші змагання | Інші змагання | Інші змагання | Усього | Усього | Усього |
| Сезон              | Команда            | Ліга               | Ігор      | Голів     | Ліга               | Ігор               | Голів              | Ліга                 | Ігор                 | Голів                | Ліга          | Ігор          | Голів         | Ігор   | Голів  |        |
| ------------------ | ------------------ | ------------------ | --------- | --------- | ------------------ | ------------------ | ------------------ | -------------------- | -------------------- | -------------------- | ------------- | ------------- | ------------- | ------ | ------ | ------ |
| 2021–22            | «Монако»           | Л1                 | 0         | 0         | КФ                 | 1                  | 0                  | -                    | -                    | -                    | -             | -             | -             | 1      | 0      |        |
| 2022–23            | «Монако»           | Л1                 | 2         | 0         | КФ                 | 1                  | 0                  | ЛЧ+ЛЄ                | 0+0                  | 0+0                  | -             | -             | -             | 3      | 0      |        |
| 2023–24            | «Монако»           | Л1                 | 21        | 0         | КФ                 | 1                  | 0                  | -                    | -                    | -                    | -             | -             | -             | 22     | 0      |        |
| Усього за «Монако» | Усього за «Монако» | Усього за «Монако» | 23        | 0         |                    | 3                  | 0                  |                      | 0                    | 0                    |               | -             | -             | 26     | 0      |        |
| Усього за кар'єру  | Усього за кар'єру  | Усього за кар'єру  | 43        | 1         |                    | 3                  | 0                  |                      | 0                    | 0                    |               | -             | -             | 46     | 1      |        |

## Титули і досягнення
Олімпійська збірна Франції
- Срібні медалі Олімпійських ігр 2024[1]